# Holothele steini
Holothele steini là một loài nhện trong họ Theraphosidae.
Loài này thuộc chi Holothele. Holothele steini được Eugène Simon miêu tả năm 1889.